# NGC 3441
NGC 3441 é uma galáxia espiral (Sc) localizada na direcção da constelação de Leo. Possui uma declinação de +07° 13' 30" e uma ascensão recta de 10 horas, 52 minutos e 31,0 segundos.
A galáxia NGC 3441 foi descoberta em 6 de Abril de 1882 por Edward Singleton Holden.